# Argumentum a maiore ad minus
Die Schlussfolgerung argumentum a maiore ad minus kennzeichnet in der Logik bekannte und einfache Schlüsse insbesondere
- vom Allgemeinen auf das Einzelne und vom Mehr auf ein Weniger („Was für alle gilt, gilt auch für einen“ bzw. „Fasst ein Kanister zehn Liter Benzin, fasst er auch drei Liter“),
- vom Größeren auf das Kleinere („Ist eine Tür groß genug für einen Zweimetermann, kann auch ein kleinerer Mensch aufrecht durchgehen“),
- vom Stärkeren auf das Schwächere („Ein Abschleppseil für einen Zweitonner zieht auch einen Kleinwagen“).

In der juristischen Methodenlehre kennzeichnet das argumentum a maiore ad minus den Schluss vom Größeren auf das Kleinere, von einer weitergehenden Regelung auf einen weniger Voraussetzungen erfordernden Fall. Im Ergebnis wird die Rechtsfolge einer Rechtsnorm für den weniger weit gehenden Tatbestand bejaht.
Der umgekehrte Schluss „argumentum a minore ad maius“ ist ebenfalls möglich. Es handelt sich in beiden Fällen um einen Erst-recht-Schluss, auch argumentum a fortiori genannt.

## Juristische Beispiele
- Die wichtigsten Beispiele sind alle polizeirechtlichen Ermächtigungsgrundlagen, die eine Gefahr erfassen: sie umfassen auch stets die Störungen. Eine Störung liegt vor, wenn der Schaden bereits eingetreten ist und die Verletzung weiter andauert. Ist schon die Gefahr des Schadenseintritts erfasst, so kann erst recht eine Störung unterbunden werden.[1]

- Wenn schon das gesamte Testament gemäß § 2255 BGB durch Vernichtung oder Veränderung widerrufen werden kann, dann ist das erst recht auch für Teile davon möglich.

- Wenn ein Beamter bei einer Amtshandlung, die er leitet (z. B. eine Durchsuchung bei einem verdächtigen Drogenhändler), dazu befugt ist, eine die Amtshandlung störende Person gemäß § 164 StPO festzunehmen, dann ist als Mindermaßnahme ein Platzverweis des Störers erst recht erlaubt.

## Juristische Methodenkritik
Die juristische Methodenkritik hat längst erkannt, dass eine unkritische Anwendung des argumentum a maiore ad minus zu falschen Ergebnissen führen kann.
Hat jemand zum Beispiel das Recht, mit Lastfahrzeugen über das Grundstück seines Nachbarn zu fahren (Wegerecht), heißt dies noch längst nicht, dass er den Weg auch mit seinem PKW benutzen darf. Entscheidend ist immer, ob der Obersatz der Norm, hier also das Wegerecht für LKW, planwidrig lückenhaft ist. Dieser Normumfang bedarf im Einzelnen der Auslegung mit Hilfe der anerkannten juristischen Auslegungsmethoden. Ergibt sich danach, dass der Wortlaut der Regel in der Tat planwidrig lückenhaft ist, kann die Lücke durch Schluss von der allgemeinen auf die teilweise Geltung („teleologisch“) geschlossen werden. 
Die Bezeichnung „argumentum a minore ad maius“ kennzeichnet somit nur einen juristischen Abwägungsprozess im Umgang mit planwidrig lückenhaften Formulierungen. Typischerweise werden diese Lücken als offensichtlich empfunden, so dass gegen das Ergebnis des Abwägungsprozesses meist keine Bedenken bestehen. Bundes- oder Landesgesetze weisen solche Lücken nur gelegentlich auf, beispielsweise wenn sie unter Zeitdruck beschlossen wurden. Das Hauptanwendungsgebiet des mit argumentum a maiore ad minus umschriebenen Abwägungsprozesses ist demzufolge auch weniger die Kunst der Gesetzesauslegung als der alltägliche juristische Umgang mit lückenhaften Vertragsbestimmungen, Satzungen, Richtlinien oder Verwaltungsakten.

## Sonstiges
- Latein im Recht